# Nicotine (programa de cómputo)
Nicotine es una aplicación para el intercambio de archivos para el uso de la red entre iguales Soulseek. Está escrito en Python y hace uso de las bibliotecas gráficas PyGTK. 
Nicotine se publica bajo los términos de la licencia GPL. La versión más reciente es del 13 de febrero de 2005 y es la versión 1.0.8. Hyriand, el autor de Nicotine, desarrolló un nuevo cliente para Soulseek llamado Museek.